# ورخ-بوروولیانکا
ورخ-بوروولیانکا (روسی: Верх-Боровля́нка) یک منطقهٔ مسکونی در روسیه است که در سرزمین آلتای واقع شده‌است.